# November 2012
Portal Geschichte | Portal Biografien | Aktuelle Ereignisse | Jahreskalender | Tagesartikel

◄ |
20. Jahrhundert |
21. Jahrhundert

◄ |
1980er |
1990er |
2000er |
2010er
| 2020er | 2030er | 2040er

◄ |
2008 |
2009 |
2010 |
2011 |
2012
| 2013 | 2014 | 2015 | 2016 | ►

◄ |
August 2012 |
September 2012 |
Oktober 2012 |
November 2012 |
Dezember 2012 |
Januar 2013 |
Februar 2013 |
►
Dieser Artikel behandelt tagesbezogene Nachrichten und Ereignisse im November 2012.

## Tagesgeschehen

### Donnerstag, 1. November 2012

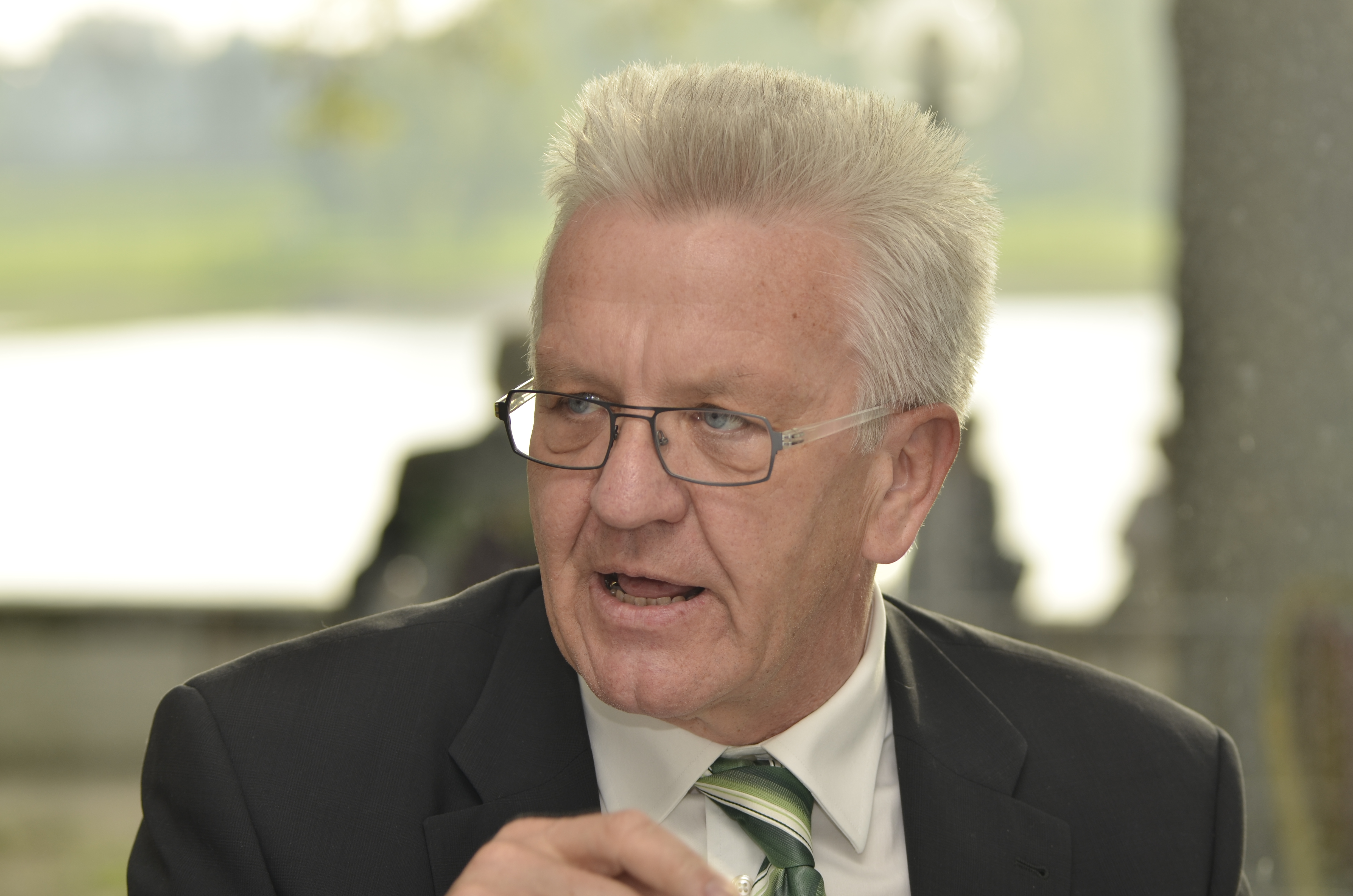
Winfried Kretschmann

- Berlin/Deutschland: Der Ministerpräsident von Baden-Württemberg Winfried Kretschmann (Grüne) tritt sein Amt als Präsident des Bundesrates an. Er ist der erste Präsident des Bundesrates aus den Reihen der Partei Bündnis 90/Die Grünen.[1]
- Riad/Saudi-Arabien: Bei der Explosion eines Tanklastwagens kommen 22 Menschen ums Leben.[2]

### Freitag, 2. November 2012
- Abusir/Ägypten: In der Nekropole bei Abusir entdecken tschechische Archäologen die Überreste eines Prinzessinengrabs aus dem Alten Reich.[3]

### Sonntag, 4. November 2012
- Alexandria/Ägypten: Der Weihbischof von Beheira, Tawadros II., wird zum 118. Papst der Koptischen Kirche gewählt.[4]

### Montag, 5. November 2012
- Hyderabad/Indien: Durch den Zyklon Nilam kommen in der Provinz Andhra Pradesh 22 Menschen ums Leben.[5]
- Wien/Österreich: Bei der 13. Verleihung des Nestroy-Theaterpreises werden Dörte Lyssewski als beste Schauspielerin und Joachim Meyerhoff als bester Schauspieler ausgezeichnet.

### Dienstag, 6. November 2012

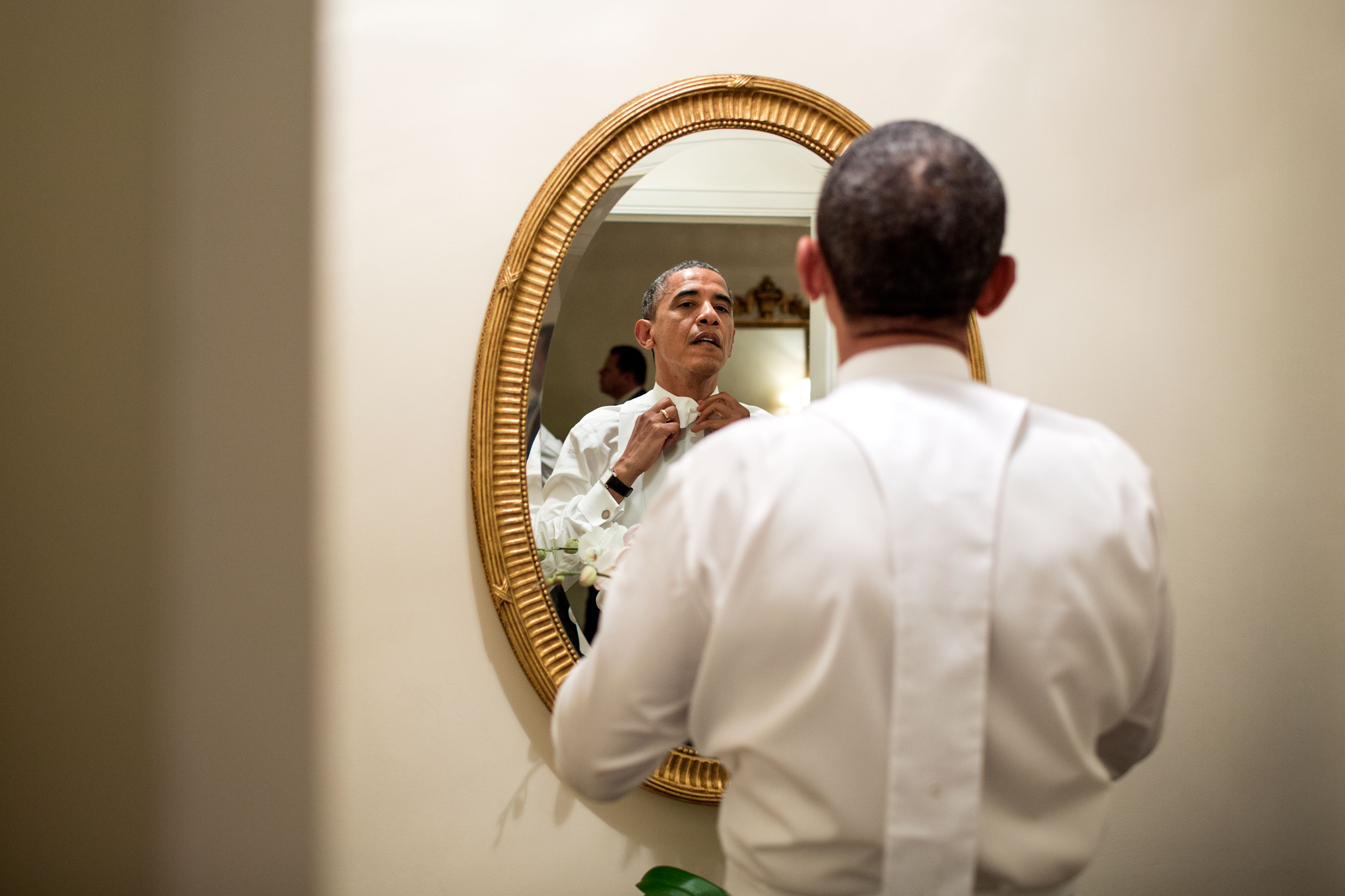
Barack Obama

- Ceuta/Spanien: Bei der Havarie eines Flüchtlingsbootes ertrinken 19 Menschen.[6]
- Moskau/Russland: Staatspräsident Wladimir Putin entlässt wegen Korruptionsvorwürfen Verteidigungsminister Anatoli Serdjukow und ersetzt ihn durch den Gouverneur des Oblasts Moskau Sergei Kuschugetowitsch Schoigu.[7]
- San Juan/Puerto Rico: In einem Referendum stimmt die Bevölkerung mehrheitlich für die Aufnahme des Landes als 51. Bundesstaat in die Vereinigten Staaten[8]
- Tadschi/Irak: Bei einem Autobombenanschlag sterben 27 Soldaten des irakischen Militärs.[9]
- Washington, D.C. / Vereinigte Staaten: Der demokratische Amtsinhaber Barack Obama gewinnt die Präsidentschaftswahl gegen seinen republikanischen Herausforderer Mitt Romney.[10] Bei den gleichzeitig stattfindenden Kongresswahlen verteidigen die Republikaner gegenüber den Demokraten die Mehrheit der Sitze im Repräsentantenhaus. Bei der Senatswahl liegt die Mehrheit der Sitze weiterhin bei den Demokraten.[11]

### Donnerstag, 8. November 2012
- Peking/China: Auf dem 18. Parteitag der Kommunistischen Partei wird Xi Jinping zum Generalsekretär ernannt.[12]
- Rom/Italien: Die Französin Mireille Ballestrazzi wird zur Präsidentin von Interpol gewählt.[13]

### Freitag, 9. November 2012

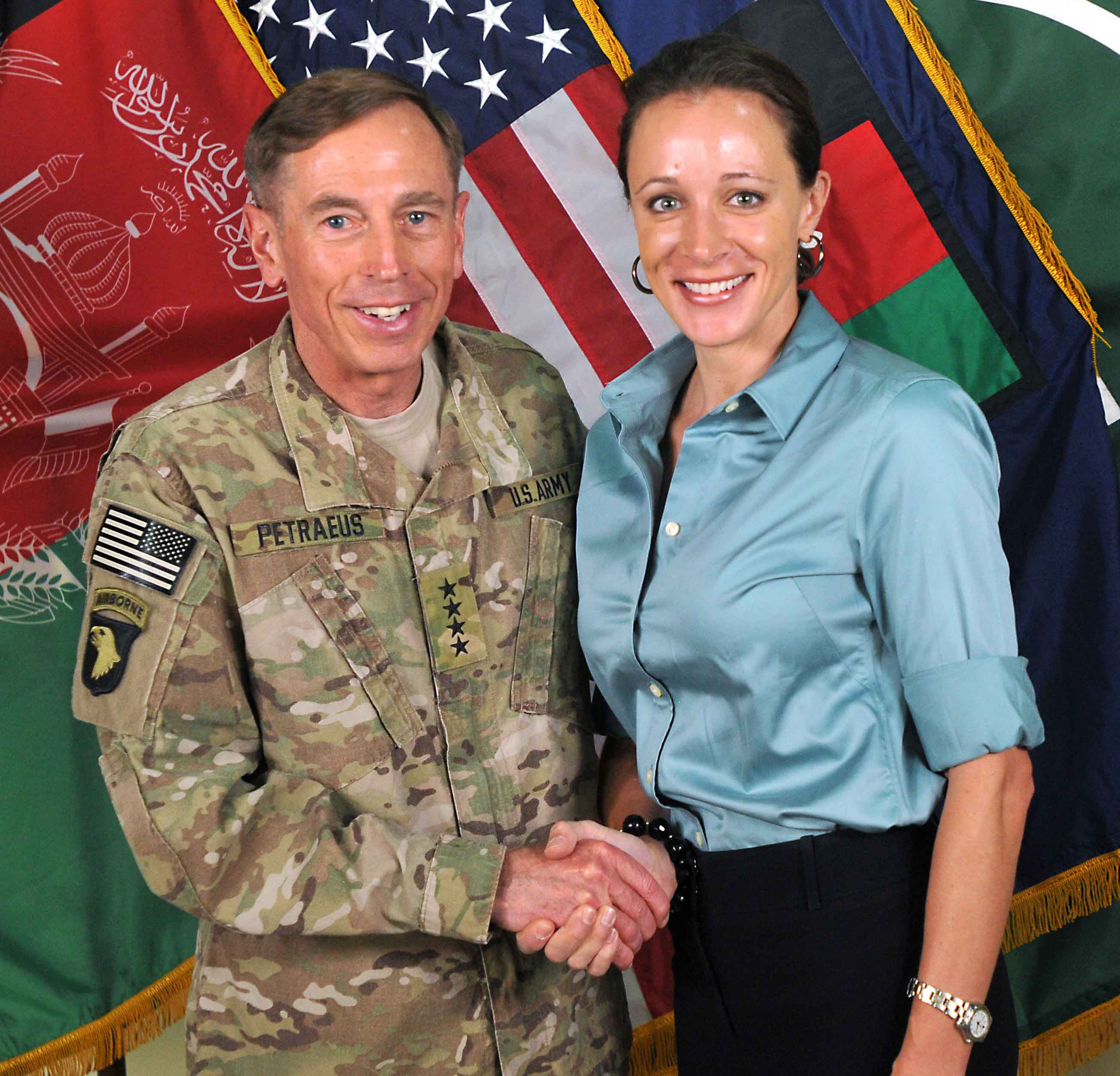
David Petraeus, Paula Broadwell

- Batanguru/Indonesien: Bei Überschwemmungen und Erdrutschen infolge tagelangen Regens kommen auf der Insel Sulawesi zehn Menschen ums Leben.[14]
- Diyarbakır/Türkei: Bei Angriffen auf Stellungen kurdischer Extremisten in der Provinz Hakkari tötet das türkische Militär 42 Personen.[15]
- Kanbalu/Myanmar: Bei einem Zugunglück kommen 25 Menschen ums Leben, 62 weitere werden verletzt.[16]
- Santa Rosa de Osos/Kolumbien: In einem Massaker durch Drogenschmuggler und Schutzgelderpresser werden zehn Ureinwohner ermordet.[17]
- Washington, D.C. / Vereinigte Staaten: David Petraeus, Chef des Geheimdienstes CIA, tritt nach Bekanntwerden einer außerehelichen Liebesbeziehung von seinem Amt zurück.[18]

### Samstag, 10. November 2012
- Cap-Haïtien/Haiti: 16 Menschen ertrinken nach heftigen Regenfällen und nachfolgenden Überschwemmungen.[19]
- Colombo/Sri Lanka: Bei einer Meuterei in einem Gefängnis werden 27 Häftlinge getötet.[20]
- Pervari/Türkei: Beim Absturz eines Militärhubschraubers am Berg Herekol Dağı in der Provinz Siirt werden 17 Soldaten getötet.[21]

### Sonntag, 11. November 2012
- Basel/Schweiz: Der Essayband Das Kalb vor der Gotthardpost von Peter von Matt gewinnt den Schweizer Buchpreis.[22]
- Kabul/Afghanistan: Bei Bombenexplosionen in den Provinzen Chost, Helmand und Kandahar werden 19 Menschen getötet.[23]
- Kiel/Deutschland: Susanne Gaschke, Redakteurin der Wochenzeitung Die Zeit, wird zur Oberbürgermeisterin gewählt.[24]
- Ljubljana/Slowenien: Präsidentschaftswahlen[25]
- Samburu County/Kenia: Bei einer Aktion der Polizei gegen Viehdiebe werden 29 Personen getötet.[26]

### Montag, 12. November 2012
- London / Vereinigtes Königreich: Im Zuge des Missbrauchsskandals um den BBC-Moderator Jimmy Savile erklären Programmchef George Entwistle, Nachrichtenchefin Helen Boaden und deren Stellvertreter Stephen Mitchell ihren Rücktritt.[27]
- Moira / Vereinigtes Königreich: Die nordirische Terrororganisation New Irish Republican Army (IRA) bekennt sich zum Mord an einem Wachmann in einem Gefängnis am 1. November. Es ist der erste Mord seit der Neugründung der IRA.[28]

### Dienstag, 13. November 2012

Logo der Zeitung „FR“

- Auckland/Neuseeland: Über dem Südpazifik kommt es zu einer totalen Sonnenfinsternis.
- Frankfurt am Main/Deutschland: Der Verlag der Frankfurter Rundschau stellt Antrag auf Eröffnung eines Insolvenzverfahrens.[29]
- Genf/Schweiz: Der 76,02 Karat schwere Erzherzog-Joseph-Diamant wird im Auktionshaus Christie’s für den Rekordpreis von 21,47 Millionen US-Dollar (ca. 16,8 Millionen Euro) versteigert.[30]
- São Paulo/Brasilien: Bei Kämpfen zwischen Drogenkartellen und Polizei werden 31 Menschen getötet.[31]

### Mittwoch, 14. November 2012
- Jerusalem/Israel: Mit Angriffen der israelischen Luftstreitkräfte gegen Einrichtungen und Mitglieder der Hamas im Gazastreifen beginnt die Operation Wolkensäule.[32]

### Freitag, 16. November 2012
- Den Haag/Niederlande: Der ehemalige kroatische General Ante Gotovina wird im Berufungsverfahren für die Operation Oluja vom Internationalen Strafgerichtshof für das ehemalige Jugoslawien freigesprochen.[33]

### Samstag, 17. November 2012

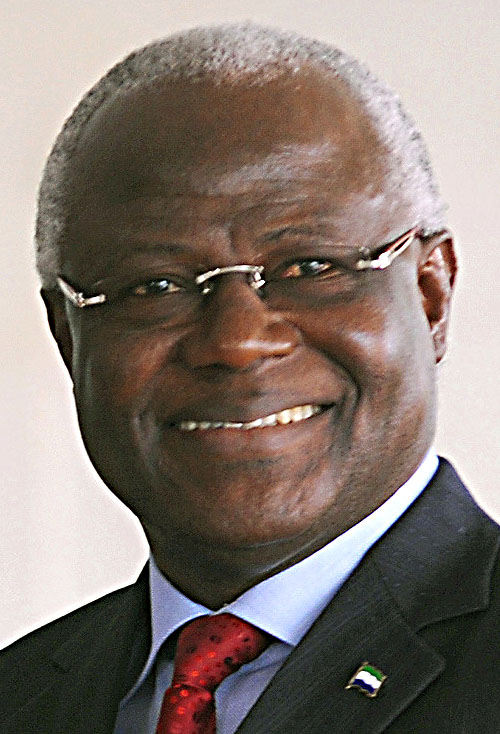
Ernest Koroma (2009)

- Freetown/Sierra Leone: Ernest Koroma wird als Staatspräsident des Landes wiedergewählt.[34]
- Hannover/Deutschland: Auf dem Bundesparteitag der Grünen wird Claudia Roth mit 88,5 % der Stimmen als Parteivorsitzende wiedergewählt.[35]
- Manfalut/Ägypten: Beim Zusammenstoß eines Zuges mit einem Schulbus kommen 50 Menschen ums Leben.

### Sonntag, 18. November 2012
- Dhaka/Bangladesch: Bei einem Brand in einem Slum kommen elf Menschen ums Leben.[36]

### Montag, 19. November 2012

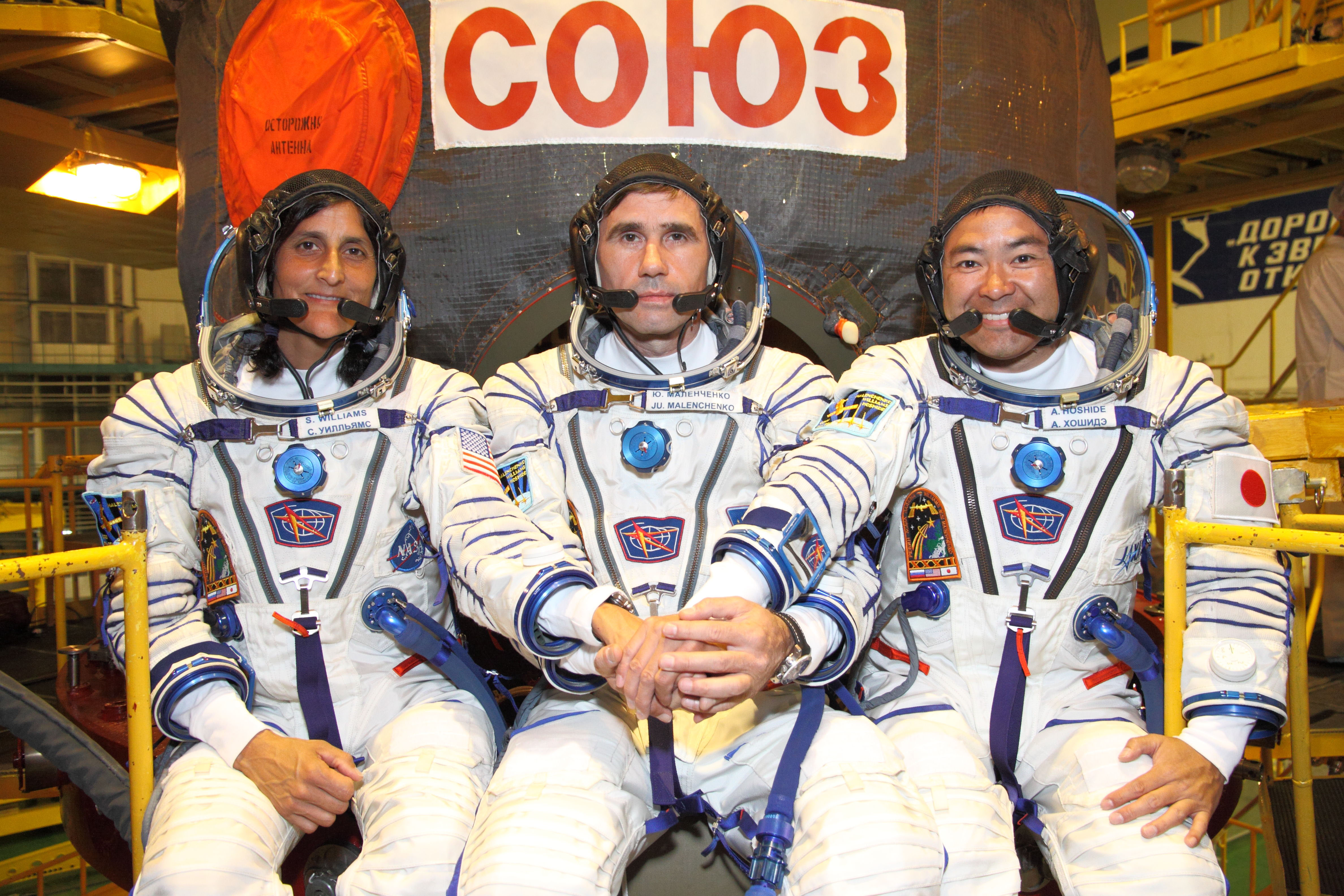
V. l. n. r.: Williams, Malentschenko, Hoshide

- Birsuat/Kasachstan: Nach vier Monaten auf der Internationalen Raumstation ISS landen die Raumfahrer Sunita Lyn Williams, Akihiko Hoshide und Juri Malentschenko in einer Sojus TMA-05M-Kapsel in der Provinz Qostanai.[37]
- Patna/Indien: Bei einer Massenpanik während des religiösen Diwali-Festes kommen 18 Menschen ums Leben.[38]
- Rangun/Myanmar: Als erster amtierender US-Präsident besucht Barack Obama das Land und führt Gespräche mit Staatschef Thein Sein und Friedensnobelpreisträgerin Aung San Suu Kyi.[39]

### Dienstag, 20. November 2012
- Erfurt/Deutschland: Das Bundesarbeitsgericht lockert das Streikrecht im Arbeitsrecht der Kirchen, wodurch künftig auch Mitarbeiter in kirchlichen Einrichtungen unter bestimmten Voraussetzungen streiken dürfen.[40]
- Goma/DR Kongo: Rebellen der Bewegung 23. März erobern die von den Streitkräften der FARDC freigegebene Stadt. Die in Goma stationierten UN-Truppen der Mission MONUSCO verhalten sich neutral.[41]

### Mittwoch, 21. November 2012

Logo der OSZE

- Rawalpindi/Pakistan: Bei einem Bombenanschlag auf eine schiitische Gebetsstätte werden 23 Menschen getötet.[42]
- Sanaa/Jemen: Beim Absturz eines Militärflugzeugs auf eine Wohnviertel sterben zehn Menschen.[43]
- Wien/Österreich: Die Mongolei wird 57. Teilnehmerstaat der Organisation für Sicherheit und Zusammenarbeit in Europa.[44]

### Donnerstag, 22. November 2012
- Aleppo/Syrien: Bei einem Luftangriff auf ein Krankenhaus sterben 13 Menschen.[45]
- Gaza/Palästinensische Autonomiegebiete: Israel und die radikalislamische Hamas einigen sich im Zuge der Operation Wolkensäule auf eine Waffenruhe.[46]

### Freitag, 23. November 2012

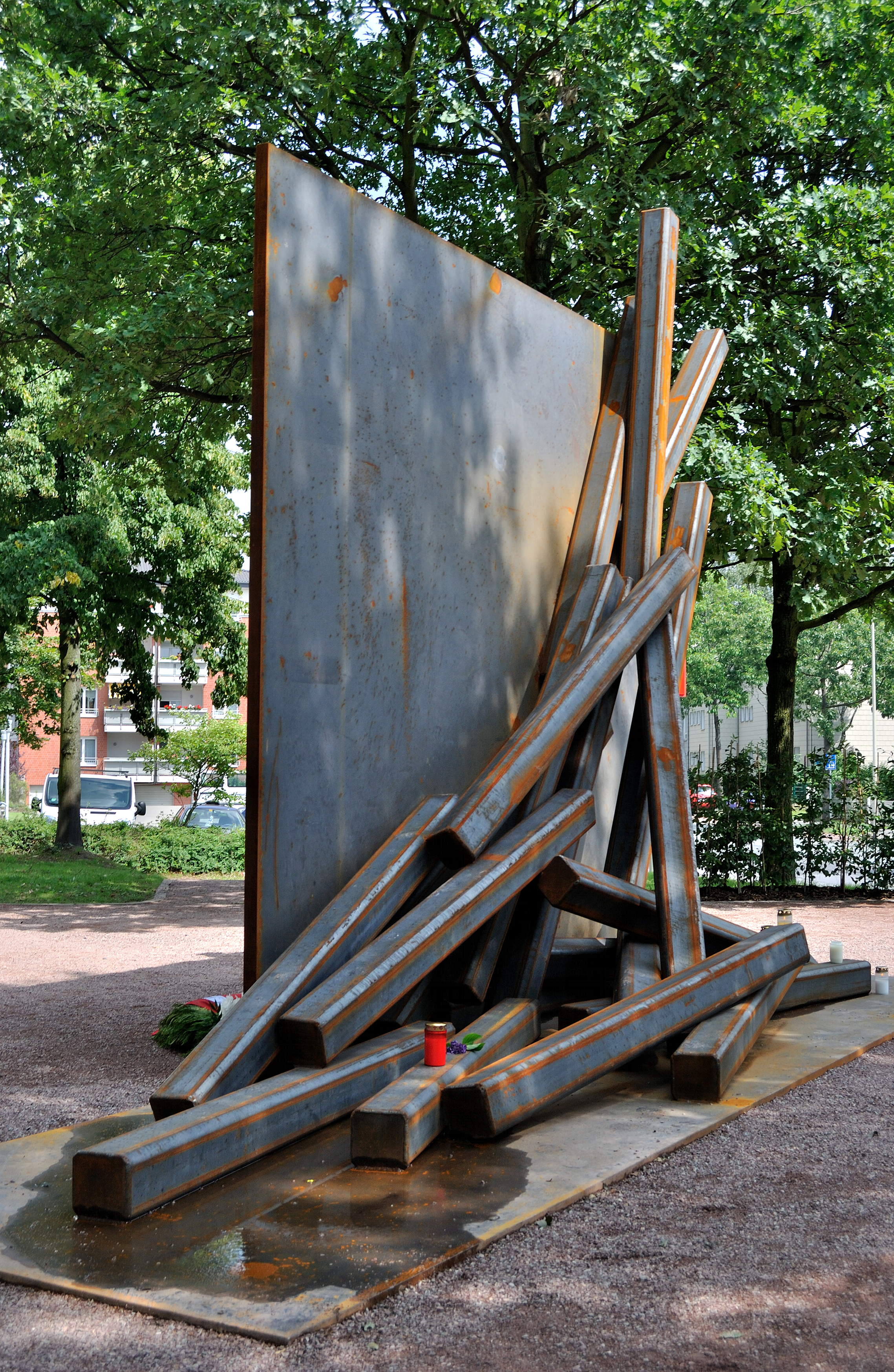
Mahnmal in Duisburg

Logo der Zeitung „FTD“

- Duisburg/Deutschland: Auf dem Bahnhofsvorplatz wird ein Mahnmal für die Opfer der Massenpanik während der Loveparade 2010 eingeweiht.[47]
- Hamburg/Deutschland: Der Verlagskonzern Gruner + Jahr gibt die Einstellung der Wirtschaftszeitung Financial Times Deutschland zum 7. Dezember 2012 bekannt.[48]

### Samstag, 24. November 2012
- Ashulia/Bangladesch: Bei einem Brand in einer Textilfabrik kommen 115 Menschen ums Leben, mehr als 200 weitere werden verletzt.[49]
- Barcelona/Spanien: Die Ruhmeshalle des internationalen Leichtathletikverbandes wird eingeweiht.[50]
- London / Vereinigtes Königreich: Infolge schwerer Regenfälle kommen in den Landesteile England und Wales mehrere Menschen ums Leben.[51]

### Sonntag, 25. November 2012

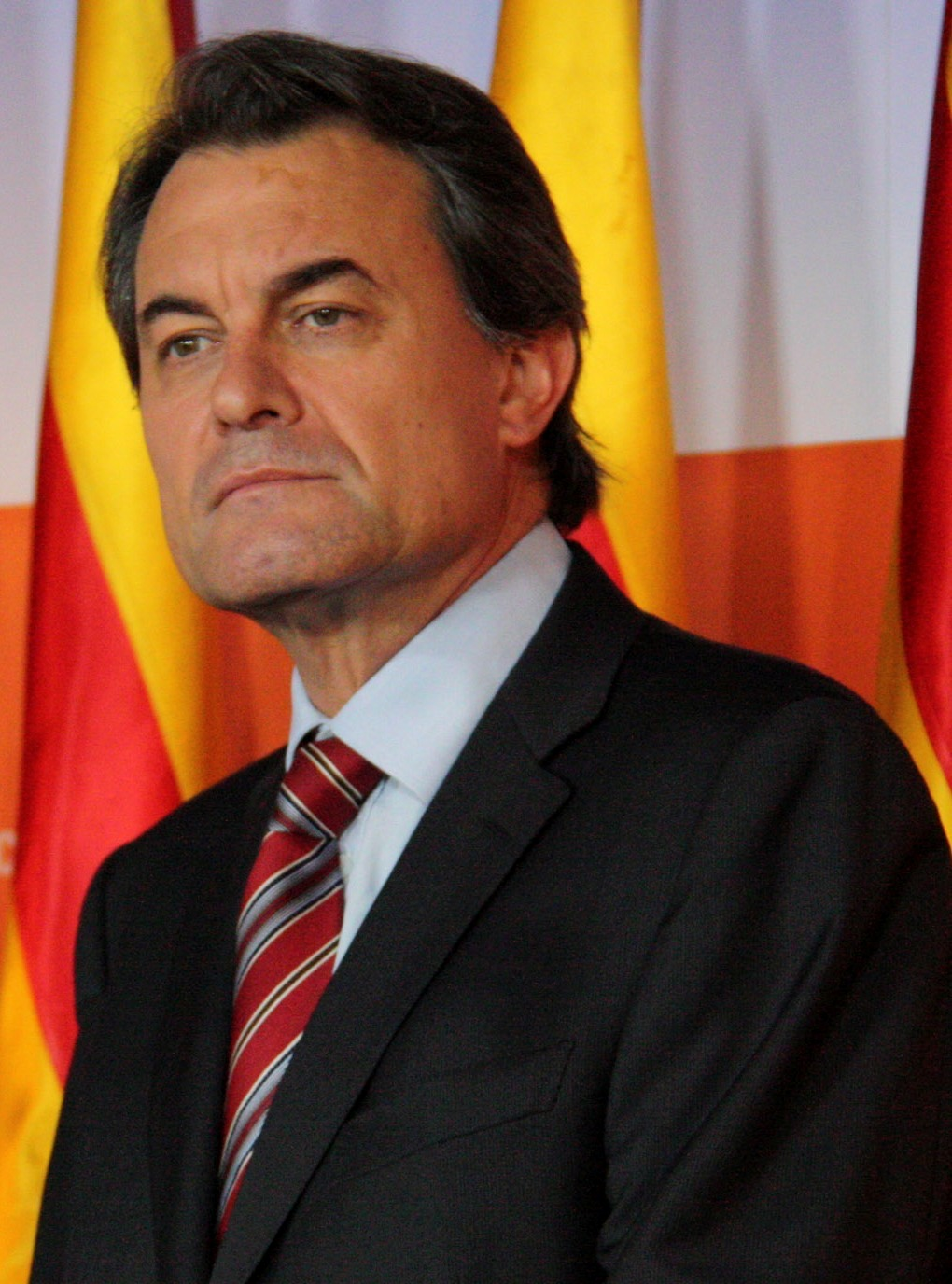
Artur Mas

- Barcelona/Spanien: Bei der Parlamentswahl in Katalonien wird das Parteienbündnis Convergència i Unió von Generalitatspräsident Artur Mas mit 30,68 % der Stimmen stärkste Kraft.[52]
- Jaji/Nigeria: Bei einem Autobombenattentat der Boko Haram auf eine Kirche werden mindestens elf Menschen getötet.[53]
- São Paulo/Brasilien: Ein sechster Platz im letzten Rennen der Formel-1-Saison sichert dem Deutschen Sebastian Vettel den dritten Titel als Fahrer-Weltmeister in Folge. Sieger des Rennens ist McLaren-Pilot Jenson Button, es folgen die Ferrari-Fahrer Fernando Alonso und Felipe Massa.[54]

### Montag, 26. November 2012
- Berlin/Deutschland: Ulrich Grillo wird zum Präsidenten des Bundesverbandes der Deutschen Industrie gewählt.[55]
- Doha/Katar: Die 18. UN-Klimakonferenz beginnt.[56]
- Frankfurt am Main/Deutschland: Jürgen Fitschen wird zum Präsidenten des Bundesverbandes deutscher Banken ernannt.[57]
- Titisee-Neustadt/Deutschland: Bei einem Brand in einer Behindertenwerkstatt kommen mindestens 14 Menschen ums Leben.[58]
- Wien/Österreich: Am Landesgericht beginnt der Prozess gegen den unter Korruptionsverdacht stehenden ehemaligen Europapolitiker Ernst Strasser.[59]

### Dienstag, 27. November 2012
- Ramallah/Palästinensische Autonomiegebiete: Die Leiche des 2004 verstorbenen Palästinenserführers Jassir Arafat wird wegen des Verdachtes auf einen gewaltsamen Tod exhumiert.[60]

### Mittwoch, 28. November 2012
- Berlin/Deutschland: Die Jüdische Gemeinde Berlin ehrt Bundeskanzlerin Angela Merkel mit dem Heinz-Galinski-Preis.[61]
- Berlin/Deutschland: Die Beta-Version der Deutschen Digitalen Bibliothek wird für die Allgemeinheit freigeschaltet.[62]
- Damaskus/Syrien: Bei mehreren Anschlägen kommen über 60 Personen ums Leben.[63]
- Kairo/Ägypten: Im gesamten Land demonstrieren mehrere hunderttausend Menschen gegen die Ausweitung der Machtbefugnisse von Präsident Mohammed Mursi, zudem treten das Kassations- und das Berufungsgericht in den Streik.[64]

### Donnerstag, 29. November 2012
- Den Haag/Niederlande: Der Internationale Strafgerichtshof für das ehemalige Jugoslawien spricht den früheren Führer einer regionalen Einheit der paramilitärischen Befreiungsarmee des Kosovo (UÇK) Ramush Haradinaj erneut in allen Anklagepunkten frei. Die Vorwürfe lauteten auf Hinrichtung und Misshandlung von Gefangenen.[65]
- Kairo/Ägypten: Die Verfassunggebende Versammlung bestätigt mit einer Mehrheit durch die Delegierten aus islamistischen Parteien die Scharia als Rechtsgrundlage.[66]
- Kandahar/Afghanistan: Bei einem Bombenanschlag in der Provinz Urusgan werden zehn Personen getötet.[67]
- New York / Vereinigte Staaten: Die Generalversammlung der Vereinten Nationen verleiht den Palästinensischen Autonomiegebieten den Status als Beobachter bei den Vereinten Nationen.[68]

### Freitag, 30. November 2012
- Brazzaville/Republik Kongo: Ein Flugzeug vom Typ Iljuschin Il-76 der Fluggesellschaft Aero-Service verunglückt bei der Landung auf dem Maya-Maya-Flughafen und rast in ein angrenzendes Wohngebiet. 32 Menschen kommen bei dem Unglück ums Leben.[69]